# Georg Strobl (1644)
Georg Strobl (* 1644 in Dux, Königreich Böhmen; † 1717) war ein Zisterziensermönch. Er gehört zu den wichtigsten Klosterhistographen des Stiftes Heiligenkreuz in Heiligenkreuz.

## Leben
Georg Strobel trat 1667 als in das Stift Heiligenkreuz ein, wo er am 30. Dezember 1668 als Novize seine Ordensprofess ablegte. Nach weiteren Studien in Wien wurde er 1673 zum Priester geweiht. Von 1677 bis 1682 war er als Schaffer mit er Verwaltung der vorderen Waldungen von Heiligenkreuz betraut. Anschließend wurde er Pfarrverweser im heute burgenländischen Steinbruch und Podersdorf. 1683 forderten ihn seine Vorgesetzten auf, wegen den Osmanen seine Pfarreien zu verlassen. Über seine Aufenthaltsorte in den nächsten drei Jahren ist wenig bekannt. Die meiste Zeit hat er vermutlich im oberfränkischen Kloster Langheim verbracht. Auf den Weg dorthin war er in den Klöstern Schlägl und Seelau. In Linz traf er danach auf Heiligenkreuzer Abt Clemens Schäffer.
1686 kehrte er nach Heiligenkreuz zurück. Bis 1697 diente er wieder als Waldschaffer und wurde im Anschluss Pfarrverweser in Mönchhof. 1696/1697 und 1702–1705 wirkte in Heiligenkreuz als Stifts-Bibliothekar. In der zweiten Amtszeit auch als Beichtvater im Konvent. 1705/1706 war er in der Forstverwaltung tätig. 1708/1709 war er aus Krankheitsgründen in Thallern, Trumau und Heiligenkreuz. Ab 1714 war er wieder in Heiligenkreuz Beichtvater der Konventualen. Er starb als Konventsenior und wurde im westlichen Kreuzgang des Stiftes Heiligenkreuz bestattet.
Sein Bruder Milo Strobl war Abt des böhmischen Prämonstratenserstiftes in Seelau.

## Werke
- 1679: Abbatia Sanctae Crucis
- 1684: Succilegium Bibliothecae Langheimicae
- 1686: Micilegium mineraliter monumenticum
- 1687: Metilustrium Sanctae Crucis Nemorosum
- 1687: Castrosolium Sanctae Crucis
- 1689: Mitropolis memorabiliter monumentalis
- 1692: Abbatia Hilariensis historice proposita
- 1699: Lapis Vallis Dei annularis dialogice in neo prisco micellaneam historiam